# City Hall (BMT Broadway Line) (métro de New York)
City Hall est une station souterraine du métro de New York située dans le quartier de Lower Manhattan, à Manhattan. Elle est située sur l'une des lignes (au sens de tronçons du réseau) principales, la BMT Broadway Line (métros jaunes) issue du réseau de l'ancienne Brooklyn-Manhattan Transit Corporation (BMT). Sur la base des chiffres 2012, la station, qui dessert entre autres l'hôtel de ville de New York (en anglais : New York City Hall), était la 221e plus fréquentée du réseau sur un total de 461.
Au total, deux services y circulent:
- Les métros R s'y arrêtent tout le temps, sauf la nuit (late nights)
- La desserte N ne s'y arrête que la nuit (late nights).